# Kazohinia
A Kazohinia [ˈkɒzohiːni.ɒ] Szathmári Sándor fő műve, melyet 1935-ben kezdett írni. Az első, erősen cenzúrázott kiadás 1941-ben jelent meg Gulliver utazása Kazohiniában címmel, Szalay Lajos illusztrációival. A kihagyott részeket az 1946-ban megjelent második kiadás tartalmazza, valamint ez a kiadás egy új fejezettel bővült, azonban ez a későbbi kiadásokban már nem található meg. A harmadik, 1957-es kiadáson is módosított. A negyedik, 1972-es kiadás a harmadik kiadással azonos. A regény megjelent eszperantó és angol nyelven is. 2008-ban hangoskönyv formában is kiadták, a müncheni AVL MEDIA gondozásában, Mészáros Zoltán előadásában.
Témája: egy modern, XX. század elejei Gulliver utazása egy ismeretlen szigetre.
Műfaja: disztópia (antiutópia) és szatíra – mindamellett hivatalosan is regény.
Az ismeretlen szigeten a lakosság nagyobb részét nagyon magas tudományos és technikai színvonalon élő, teljesen racionális, érzelemmentes hinek teszik ki. Ebben a társadalomban nincs kormány, nincsenek törvények, a hinek természetéből következik „kazo” magatartásuk: Szathmári megfogalmazása szerint kazo az a tiszta értelem, ami matematikai egyenesben és világosságban látja maga előtt, hogy mikor hogyan kell tennie, hogy a társadalmon keresztül az egyén a lehető legnagyobb jólétet és kényelmet érje el.
A hinek életében nincsenek érzelmek: ha egy szeretett személynek többet nyújtanának, mint bárki másnak, az felborítaná a kazo egyensúlyát, annak ellentéte: kazi lenne. Szintén kazi a nem termelő célú, haszontalan társalgás, bármiféle versengés stb. Nincs magántulajdon, sőt még személyi tulajdon sem: a raktárakból mindenki korlátozás nélkül, a saját szükségletei szerint vételezheti a javakat – de senki nem pazarol.
Aki nem kazo módon viselkedik, azt nem is tekintik hinnek. A tudatlanokat (mint például Gulliver) belohinnek nevezik és tanítják.
A hin társadalomba beilleszkedni, a kazo szerint élni nem  képesek pedig a behinek, akiket a hinek saját érdekükben egy zárt telepen helyeznek (és látnak) el.

## Cselekmény
Gulliver orvostiszt a brit hadiflottánál, hitvallása, hogy nincs „tisztesebb hivatás angol állampolgár számára, mint Őfelsége zászlaja alatt fegyverrel szolgálni az emberiség és a kereszténység magasztos eszméit azok megátalkodott ellenségeivel szemben”. 1935-ben hajója aknára fut és elsüllyed, ő pedig egyedüli túlélőként egy ismeretlen szigetre, Kazohíniába jut. Belohinnek tekintik, egy kórházban helyezik el, ahol megtanítják a nyelvre és fokozatosan megismerheti a hinek világát. Gulliver képtelen felfogni, hogy a társadalom hogyan működhet ilyen tökéletesen törvények, alá-fölérendeltség, bármiféle rendező hatalom nélkül. Csodálja a hinek magas színvonalú tudományát és technikáját (maga még az orvosi szakkönyveket megérteni sem képes), más tapasztalatai azonban (pl. hogy az óvodáskorú gyermekek hullákat boncolnak, hogy megismerjék az emberi test felépítését) felháborítják. A hinek közt szerelem sem létezik: feltámadó nemi vágyaikat minden skrupulus nélkül, akár mások előtt elégítik ki. Gulliver ezt a csak munkából és pihenésből álló, művészetek, társkapcsolatok, lelki élet (és persze háború) nélküli világot nem tudja megszokni, és kéri, hogy helyezzék el a behinek között, akiket lélekkel megáldott, magafajta embereknek képzel.
A behinek között azonban „a világ legborzasztóbb tébolydájába kerül”. Az a vágya teljesül, hogy új lakhelyén a hinek közt ismeretlen, de általa rég hiányolt fogalmak léteznek: harag, öröm, hála, szomorúság, felháborodás, alázat, diadal, vereség stb., de megdöbbenve tapasztalja, hogy a behinek viselkedését abnormális képzetek vezérlik, melyeket mindenkire rákényszerítenek. Számos behin szót ismerhetünk meg, melyet Gulliver értelmes emberi nyelvre lefordíthatatlanként közöl, de az olvasó felismerheti a jelentésüket – köszönés, illem, vallás, tanító, pap, üdvözülés, művészet, filozófia stb. – hiszen a behineknek végtére is hasonló a „kultúrájuk” a miénkhez, csak a megjelenési formái mások (és látványosan értelmetlenek), ezért Gulliver ezt a hasonlóságot nem észleli. Végül kitör a „buku”, a háború, de ebben a formájában Gulliver nem élvezi, ellene szólal fel. Máglyán való megégetését csak a behin telepre bevonuló hinek akadályozzák meg, akik az egymást és a hineket is megtámadó behineket gázzal megölik, „megszüntetik”.
Gulliver újra a hinek közé kerül, ahol először végtelen megkönnyebbülést érez, de rövidesen ismét elviselhetetlennek érzi a hinek sivár életét, hajót épít magának, és megszökik a szigetről. Egy angol hadihajó veszi fel, és visszatér hazájába, saját kultúrájába.

## Értelmezések
A mű mondanivalóját többféleképpen lehet értelmezni.
A Kádár-korszakban kiadott 1957-es kiadáshoz Keresztury Dezső írt utószót. Keresztury értelmezése szerint a hinek társadalmát Szathmári mint egy tökéletesen működő utópiát példaképként állítja az olvasó elé, a behinek társadalma pedig jelenlegi társadalmunk kritikája: "Kazohinia tudniillik nem a falanszter karikatúrája, hanem annak a tökéletes életnek megálmodott képe, amelyet Szathmári egy egészségesen fejlődő emberiség elé eszményül állítana. A behin telep látomása pedig, amelynél keserűbb szatírát kevesen írtak az emberi élet visszásságairól, arra szolgál, hogy még jobban kiemelje a tökéletes hinek életének szépségét és igazságát."
Más értelmezés szerint azonban a könyv mondanivalója éppenhogy ellenkező: meglévő társadalmunk keserű kritikája mellett a könyv elutasítja az utópiát is, mint megoldást. Ezen értelmezés szerint a mű kulcspontja a behintelep kiirtása a hinek által. A hinek a maguk szenvtelen, érzelemmentes módján egyszerűen megszüntetik a behineket, mintha azok nem is emberek, hanem kártékony állatok lennének. Ezzel Szathmári a totális utópiák törvényszerűen tömeggyilkos jellegét érzékelteti.